# Ленц Емілій Християнович
Ленц Емілій Христіанович (нім. Heinrich Friedrich Emil Lenz, Німецька: [lɛnts], 12 лютого 1804 — 10 лютого 1865), більш відомий як Еміль Ленц — фізик балтійсько-німецького походження, який одним з перших знайшов зв'язок між магнітними полями та електричними полями. Найбільш відоми завдяки формулюванню правила Ленца в електродинаміці у 1834 році.

## Біографія
Ленц народився в Дерпт (нині Тарту, Естонія), на той час Ліфляндська губернія в Російській імперії. Після закінчення середньої освіти в 1820 році Ленц вивчав хімію та фізику в Дерптському університеті. Він подорожував з мореплавцем Отто фон Коцебу у його третій навколосвітній експедиції з 1823 по 1826 рік. Під час подорожі Ленц вивчав кліматичні умови та фізичні властивості морської води. Результати були опубліковані в «Мемуарах Петербурзької академії наук» (1831).
Після подорожі Ленц почав працювати в Петербурзькому університеті, де він згодом працював деканом факультету математики та фізики з 1840 по 1863 рік та був ректором з 1863 року до своєї смерті в 1865 році. Ленц теж викладав у Петрішуле 1830 і 1831 роках, а також в Михайлівській артилерійській академії.
Ленц почав вивчати електромагнетизм в 1831 році. Окрім закону, названого на його честь, Ленц також самостійно відкрив закон Джоуля в 1842 році. Щоб вшанувати його зусилля по дослідженню цієї задачі, закон також називається «законом Джоуля-Ленца», названий також на честь Джеймса Прескотта Джоуля.
Ленц брав активну участь у розробці методу гальванізації, яка була винайдена його другом і колегою Морицем фон Якобі. У 1839 році Ленц виготовив кілька медальйонів з використанням гальванотехніки. Разом з гальванічним рельєфом, створеним Якобі у тому ж році, це були перші випадки гальванопластичної скульптури.
Ленц помер у Римі від інсульту.
Невеличкий місячний кратер на зворотньому боці Місяця названий на його честь.